# Achaea indeterminata
Achaea indeterminata là một loài bướm đêm thuộc họ Erebidae. Nó được tìm thấy ở Châu Phi, bao gồm Nam Phi và Swaziland.